# 拉里·库德洛
勞倫斯·艾倫·庫德洛（英語：Lawrence Alan Kudlow，1947年8月20日—）美国金融分析师、前电视主持人，川普政府第一任期的美国国家经济委员会主任、白宫首席经济顾问及美国总统的经济政策助理。

## 早年
曾在普林斯顿大学攻读经济学与政策专业，但未获得硕士学位。

## 政治
1990年代之前，库德洛做过里根政府第一届任期时的白宫行政管理和预算局助理局长，后任华尔街投行贝尔斯登公司首席经济师。

### 國家經濟委員會理事
库德洛从2018年起担任美国国家经济委员会主任和总统经济政策助理，直到2021年1月离任。

## 私營部門
强制戒瘾后，库德洛入行政经分析界，为美国著名保守派杂志《國家評論》撰稿并成为CNBC多档节目的主播或评论员。

## 立場
库德洛的经济理念多来自里根时期保守派人士的“供给学派”学说，如通过减税来刺激经济增长。这同样是特朗普政府税制改革的核心理念。

## 個人生活
库德洛曾因酗酒和吸毒接受强制治疗。

## 外部連結
- Kudlow's Money Politic$ （页面存档备份，存于） blog
- Kudlow & Company （页面存档备份，存于） consulting company
- Profile （页面存档备份，存于） at CNBC.com
- Column archive （页面存档备份，存于） at Townhall.com
- Column archive （页面存档备份，存于） at National Review Online
- Column archive （页面存档备份，存于） at Creators Syndicate
- C-SPAN內的頁面（英文）
- 拉里·库德洛在互联网电影资料库（IMDb）上的資料（英文）